# سدیر
سُدیر (به عربی: سُدَيْر) منطقه‌ای تاریخی است که در نجد در مرکز عربستان سعودی قرار دارد و در ۱۵۰ کیلومتری شمال ریاض، پایتخت عربستان واقع شده است.